# Willys Aero
La Willys Aero è un'autovettura prodotta dalla Willys-Overland e, successivamente, dalla Kaiser-Willys Corporation dal 1952 al 1971.

## Prima serie

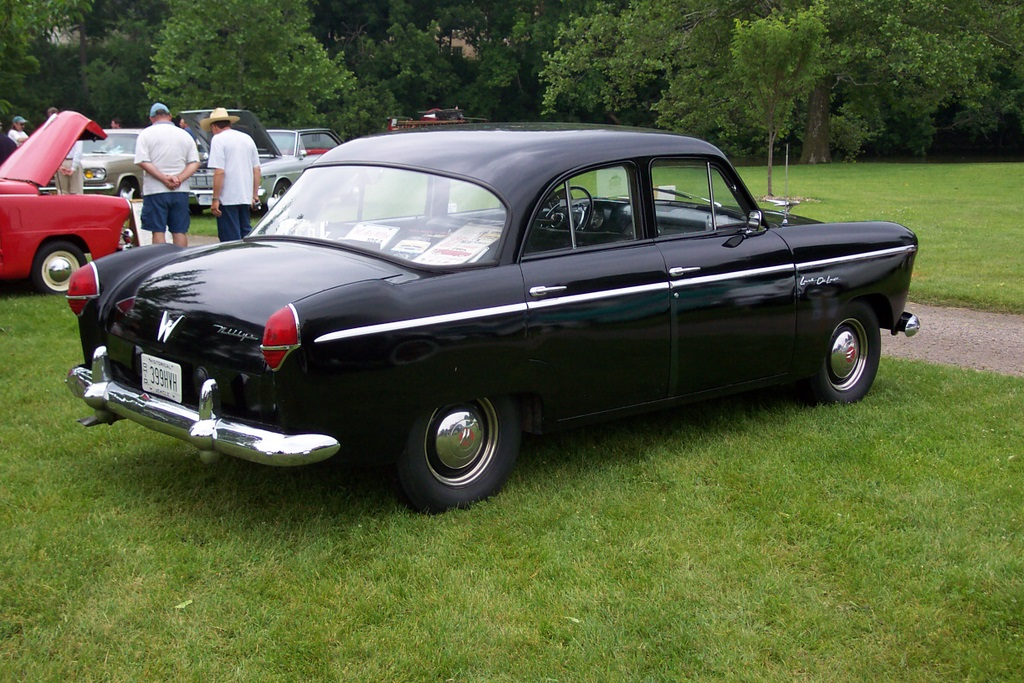
Willys Aero 1954

Il padre dell'Aero era Clyde Paton, ex ingegnere della Packard. Sin dal debutto era disponibile con varie motorizzazioni a 6 cilindri: l' F4-134 Hurricane, l' L6-161 Lightning, l' F6-161 Hurricane e, dopo che l'azienda Kaiser ha acquistato l'azienda Willys, il Super Hurricane L6-226 dalla linea di auto Kaiser.
Per quanto riguarda i modelli già dal 1952 erano disponibili varie versioni: Ace, Eagle, Lark e Wing. Tutte, tranne Lark che aveva il motore Lightning, avevano i motori Hurricane F-head. Inoltre, i modelli Ace ed Eagle avevano un lunotto avvolgente in tre pezzi, mentre Lark e Wing avevano un lunotto più piccolo in pezzo unico. Questi venivano assemblati a Maywood o a Toledo.

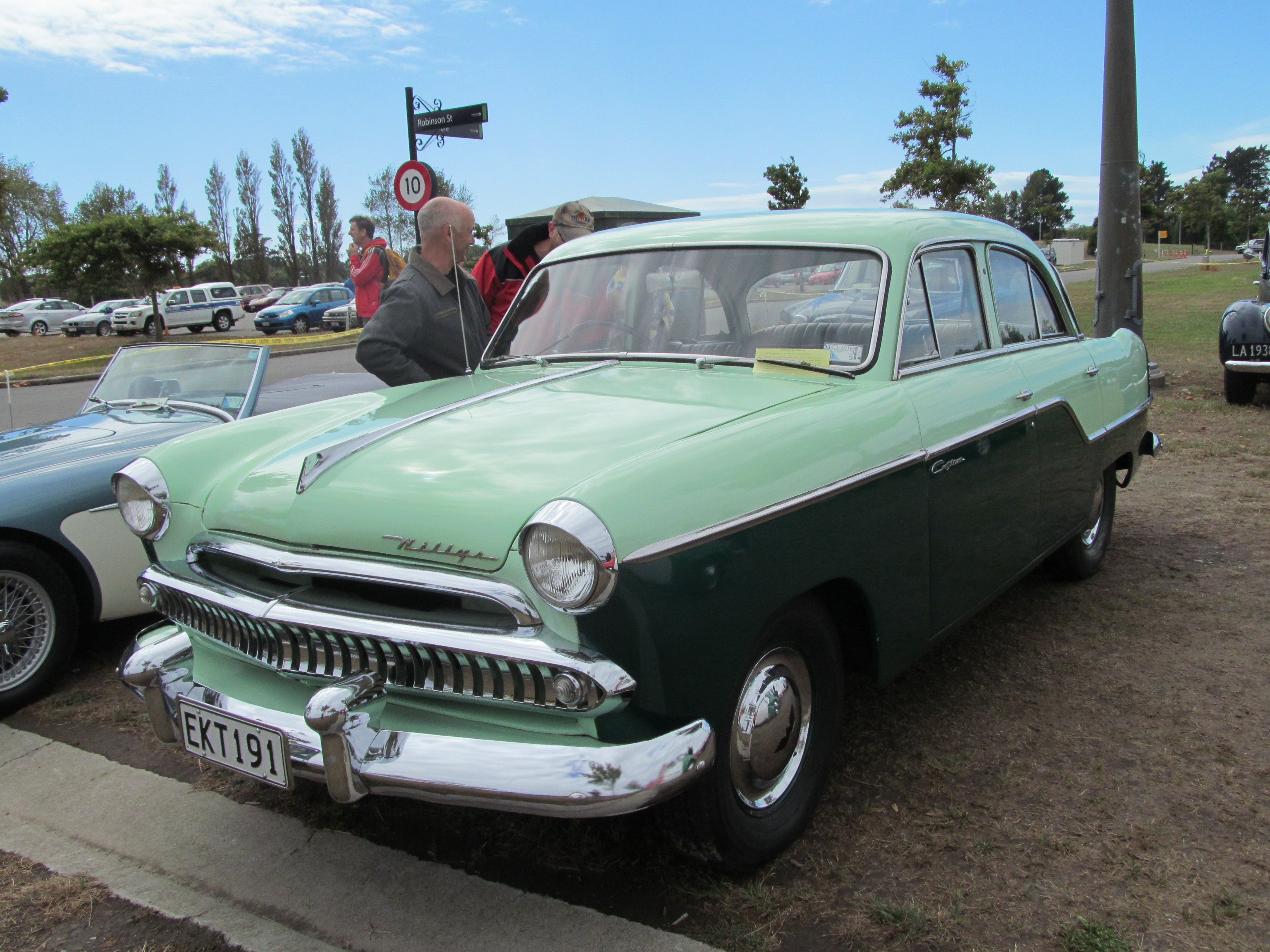
Willys Aero 1955

L'auto ottenne un discreto successo grazie al buon rapporto peso-potenza, con conseguente risparmio di carburante. Anche le prestazioni erano buone, sia l'accelerazione che la velocità massima (130-150 km/h, a seconda della motorizzazione). Ciò nonostante, la vettura venne ritenuta costosa e, per quanto riguarda i modelli due porte, vi era difficoltà ad accedere ai sedili posteriori.
Nel 1953 la Wing venne sostituita dalla Falcon, motorizzata col motore Lightning. Tutte le versioni era dosponibili sia con 2 che 4 porte, tranne la Eagle, venduta solo come 2 porte. Nel 1954 il modello falcon venne tolto di produzione. Sempre nel 1954 venne eseguito un lieve restyling, visibile soprattutto nel posteriore, dove i fanali vennero maggiorati.
Nel 1955 vi fu un secondo restyling, molto più evidente del precedente. I modelli disponibili erano le berline Ace a 2 e 4 porte e la hardtop 4 porte Bermuda. Ma questo fu l'ultimo anno di produzione sia delle Kaiser che delle Willys, dato che Henry J. Kaiser preferì puntare sulle Jeep più che su altre automobili.

## Seconda serie

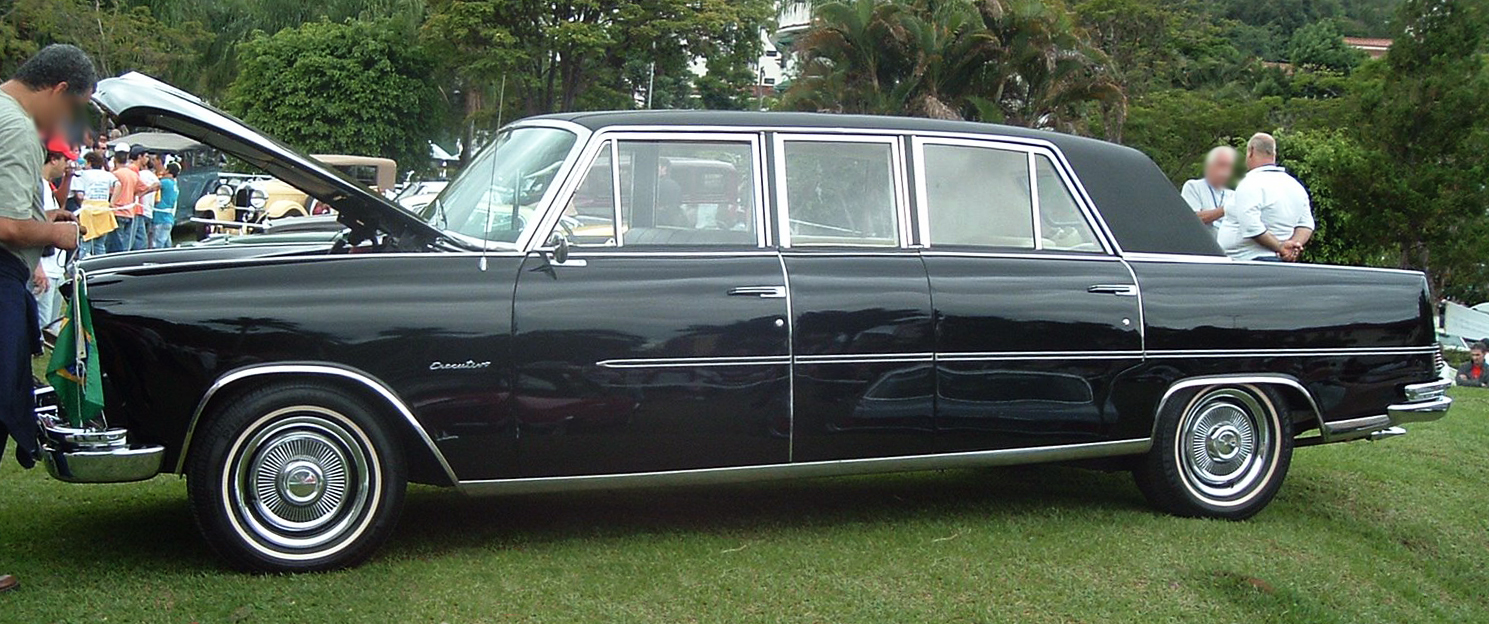
Aero Willys Executivo

Nel 1960 la Kaiser-Willys Corporation mise in produzione una seconda serie denominata Aero Willys, destinata però solo al mercto Brasiliano. Venne infatti venduta attraverso i concessionari Ford do Brasil. Venne prodotta in due versioni, la 2600, con calandra divisa a metà, e la Itamaray, senza calandra divisa, assemblate a Sao Paulo e tutte equipaggiate solo con motori F6-161, con potenze da 90, 110 o 132 CV. Uscì di produzione nel 1971 dopo poco meno di 120.000 esemplari costruiti. Ne venne costruita in serie limitata anche una versione limousine, la Aero Executivo.